# Luigi Ramponi
Luigi Ramponi (Reggio Emilia, 30 maggio 1930 – Roma, 5 maggio 2017) è stato un generale e politico italiano.
È stato comandante generale della Guardia di Finanza dall'11 gennaio 1989 al 31 agosto 1991, direttore del SISMI dal 19 agosto 1991 al 9 agosto 1992, deputato alla Camera nella XIV legislatura e senatore della Repubblica nella XIV, XV e XVI legislatura per Alleanza Nazionale e Il Popolo della Libertà.
Opere
- "Val la pena di vivere", Aracne editrice, 2016, ISBN 9788854890220

## Biografia
Ha frequentato l'Accademia Militare di Modena nel 1949-1951 e successivamente la Scuola d'Applicazione d'Arma a Torino. È stato nominato sottotenente dei Bersaglieri nel 1951. Dopo aver frequentato il corso di abilitazione al lancio con paracadute e quello di pilota osservatore dell'Esercito, ha comandato reparti aerei del 4º e 8º Reggimento di Artiglieria, del Centro Addestramento Aviazione dell'Esercito e, successivamente l'XI Battaglione Bersaglieri della Divisione meccanizzata “Folgore”.
Ha frequentato dal 1965 al 1968 la Scuola di Guerra dell'Esercito e ha ricoperto incarichi di Stato Maggiore presso il 5º Corpo d'armata. È stato insegnante presso la Scuola di Guerra e dal 1977 al 1980 ha ricoperto l'incarico di Addetto Militare presso l'Ambasciata d'Italia a Washington. Promosso colonnello nel 1972, ha comandato il 1º Reggimento Bersaglieri.
Nominato generale di brigata nel 1979, ha comandato la Brigata meccanizzata “Garibaldi” e dal 1982 al 1985 è stato Comandante della Regione Militare della Sardegna.
Dal 5 dicembre 1985 ha ricoperto la carica di Capo Ufficio del Segretario generale della Difesa e Direttore Nazionale degli Armamenti.
Generale di corpo d'armata, il 1º aprile 1988 è stato nominato Sottocapo di Stato Maggiore della Difesa.
Dall'11 gennaio 1989 al 31 agosto 1991 è stato Comandante generale della Guardia di Finanza.
Dal 20 agosto 1991 è stato direttore del SISMI, l'intelligence militare, fino al 21 luglio 1992, quando il neo ministro della difesa Salvo Andò lo fa sostituire. Riccardo Malpica dichiarò che la Commissione Parlamentare di inchiesta sui servizi segreti presieduta da Gerardo Chiaromonte concluse che non vi erano fondati motivi per rimuoverlo dall'incarico dopo appena undici mesi. Al suo posto fu insediato Cesare Pucci, amico personale di Giuliano Amato e "protetto" del craxiano Fulvio Martini,  già direttore del Sismi per sette anni e quattro mesi (aprile 1984/agosto 1991).
È morto il 5 maggio 2017 all'Ospedale militare del Celio, dov'era ricoverato da giorni.

## Attività politica

### Elezione al Senato
Alle elezioni politiche del 1994 viene candidato al Senato della Repubblica nel collegio elettorale di Roma-Primavalle, sostenuto dalla coalizione di centro-destra Polo del Buon Governo in quota Alleanza Nazionale (AN), dov'è eletto senatore con il 40,94% dei voti contro i candidati dei Progressisti Gasparino Caviglioli (36,01%) e del Patto per l'Italia Francesco Cioffarelli (14%). Nella XII legislatura della Repubblica è stato vicepresidente della Commissione parlamentare antimafia e membro della 4ª Commissione Difesa.
Alle elezioni politiche del 1996 viene ricandidato al Senato nel medesimo collegio elettorale, sostenuto dalla coalizione di centro-destra Polo per le Libertà in quota AN, ma ottiene solo il 43,3% dei voti e viene sconfitto dal candidato de L'Ulivo, in quota PDS, Giorgio Mele.

### Presidente della Commissione Difesa
Alle elezioni politiche del 2001 viene candidato alla Camera dei deputati nel collegio uninominale Venezia-San Donà di Piave, sostenuto dalla Casa delle Libertà in quota AN, venendo eletto deputato col 49,96% dei voti. Nella XIV legislatura della Repubblica è stato presidente della 4ª Commissione Difesa della Camera e del Gruppo di cooperazione parlamentare italo-egiziano.
Nel 2004 ha fondato e poi presieduto il Centro Studi Difesa e Sicurezza, think tank, riconosciuto dal Ministero della difesa e con il patrocinio della Presidenza delle Repubblica Italiana, la quale ha dato vita, nel tempo, a svariate conferenze, iniziative e proposte documentate in tema di cyber security.

### Rielezione a senatore
Alle elezioni politiche del 2006 viene rieletto senatore della Repubblica, tra le liste di AN come capolista nella circoscrizione Veneto. È membro della 4ª Commissione Difesa e nel 2008 è ancora rieletto al Senato nelle file de Il Popolo della Libertà dove resta fino al 2013.
Ramponi è stato membro della Commissione Trilaterale. È stato uno dei pochi italiani a fare parte del C.F.R. Council of foreign relations.